# Hoplinus wygodzinskyi
Hoplinus wygodzinskyi är en insektsart som först beskrevs av Stusak 1968.  Hoplinus wygodzinskyi ingår i släktet Hoplinus och familjen styltskinnbaggar. Inga underarter finns listade i Catalogue of Life.